# Aire urbaine de Dole
L'aire urbaine de Dole est une aire urbaine française centrée sur l'unité urbaine de Dole, dans le département du Jura. Composée de 75 communes, elle comptait 65 052 habitants en 2013. 
Son périmètre a fortement évolué entre les découpages de 1999 (34 communes) et 2010 (75 communes), à la suite de l'absorption de l'unité urbaine de Tavaux où est située l'une des plus grosses usines du groupe Solvay (1400 salariés).

## Caractéristiques en 1999
D'après la définition qu'en donne l'INSEE, l'aire urbaine de Dole est composée de 34 communes, situées dans le Jura. Ses 40 059 habitants font d'elle la 165e aire urbaine de France.
7 communes de l'aire urbaine sont des pôles urbains.
Le tableau suivant détaille la répartition de l'aire urbaine sur le département (les pourcentages s'entendent en proportion du département) :
| Département | Communes | Communes (%) | Superficie (km²) | Superficie (%) | Population (1999) | Population (%) |
| ----------- | -------- | ------------ | ---------------- | -------------- | ----------------- | -------------- |
| Jura        | 34       | 6,2          | 300,44           | 6,1            | 40 059            | 16,0           |

L'aire urbaine de Dole est rattachée à l'espace urbain Est.